# Lourdes Martínez
Lourdes Martínez Downing (Valencia, 5 de noviembre de 1977)  actriz, presentadora  y bailarina venezolana.

## Carrera
Lourdes inició su carrera como bailarina en el programa infantil El Club de los Tigritos en 1994, luego pasó a ser presentadora hasta 1997. En 2003 presenta el programa "Ticket TV", en Televen. Luego, en el año 2000 presenta la temporada del programa "Rugemanía".
En 1997 incursionó en el mundo de la ficción, protagonizando la serie juvenil A todo corazón dando vida a Patricia Gutiérrez, su primer protagónico principal al lado de Adrián Delgado y Gaby Espino. Posteriormente realiza varias telenovelas y series de televisión (Mujercitas interpretando a Ana Julia Zubillán, su primer villana principal y actuaciones estelares y co-protagónicos en las telenovelas Muñeca de trapo como Adriana Montesinos la inocente hermana del protagonista masculino, Felina como Lissette, Lejana como el viento como Mildred y una participación especial en la serie Con toda el alma como Claudia)
En 2003 Martínez emigró a España donde ha continuado su carrera profesional como actriz y presentadora. Ha realizado participaciones especiales en series como 7 vidas , El inquilino, los cortometraje Ábreme, Díe Kasarne, La Elección de Eva (2019) y el largometraje "Mi Profesor" (2021).
En 2008/2009 presenta el programa de TVE internacional "Hola,¿Que tal?".
A lo largo de estos años Lourdes ha profundizado en las artes escénicas, siendo parte del elenco de las obras de teatro: "Moscas y Milagritos" (2010), "Sacacorcho de Letras" (2011 ). En 2021 forma parte del montaje "Our Town" dirigida por Gabriel Olivares en TeatroLab Madrid.

## Actuación

### Cine
| Año  | Título             | Personaje        | Nota               | Formato      | Director                | País   |
| ---- | ------------------ | ---------------- | ------------------ | ------------ | ----------------------- | ------ |
| 2021 | Mi Profesor        | Madre            | Elenco Principal   | Largometraje | Adrián Puertas Sayalero | España |
| 2019 | La Elección de Eva | Eva              | Protagónico        | Cortometraje | Torres Filio            | España |
| 2018 | Casting Remunerado | Vanessas Andrade | Voz en off         | Cortometraje | Javier García Fernández | España |
| 2005 | Die Kasarne        | Vanesa           | Coprotagonista     | Cortometraje | Erika Tamayo            | España |
| 2005 | Ábreme             | Alter ego        | Elenco protagónico | Cortometraje | Rodrigo Pontremoli      | España |

### Series y Telenovelas
| Año       | Título                             | Pesonje            | Nota                            | Formato    | Productora                  | País.     |
| --------- | ---------------------------------- | ------------------ | ------------------------------- | ---------- | --------------------------- | --------- |
| 2022      | Bosé                               | Madre de Bárbara   | Participación. Cap 1            | Serie      | Paramount +                 | España    |
| 2005-2006 | Con toda el alma                   | Claudia            | Participación especial          | Serie      | Laura Visconti Producciones | Venezuela |
| 2004      | El inquilino (serie de televisión) | Actriz Telenovelas | Participación especial. Cap 2   | Serie      | Antena 3                    | España    |
| 2004      | 7 vidas                            | Judoca             | Participación especial. Cap 161 | Serie      | Telecinco                   | España    |
| 2004      | GOES La Película                   | Fantasma           | Participación especial          | TV movie   | Turiamo Producciones        | Venezuela |
| 2002      | Lejana como el viento              | Mildred            | Elenco principal                | Telenovela | Laura Visconti Producciones | Venezuela |
| 2001      | Felina                             | Lisette            | Elenco principal                | Telenovela | Laura Visconti Producciones | Venezuela |
| 2000      | Muñeca de trapo                    | Adriana Montesinos | Elenco principal                | Telenovela | Laura Visconti Producciones | Venezuela |
| 1999      | Mujercitas (telenovela)            | Ana Julia Zubillán | Antagonista                     | Telenovela | Laura Visconti Producciones | Venezuela |
| 1997-1998 | A todo corazón                     | Patricia Gutiérrez | Protagonista                    | Telenovela | Laura Visconti Producciones | Venezuela |

### TV Host
| Año       | Programa                | Rol                      | Canal              | País      |
| --------- | ----------------------- | ------------------------ | ------------------ | --------- |
| 2008-2009 | Hola, ¿Qué Tal?         | Presentadora temporada 2 | RTVE Internacional | España    |
| 2006-2007 | Horizontes de Venezuela | Presentadora principal   | Venevisión         | Venezuela |
| 2006      | Fronteras               | Presentadora             | Venevisión         | Venezuela |
| 2000      | Rugemanía               | Presentadora principal   | Venevisión         | Venezuela |
| 2003      | Ticket TV               | Presentadora Principal   | Televen            | Venezuela |
| 1994-1997 | El Club de los Tigritos | Copresentadora           | Venevisión         | Venezuela |

### Teatro
| Año       | Título                          | Personaje                 | Director          | País      |
| --------- | ------------------------------- | ------------------------- | ----------------- | --------- |
| 2021      | Our Town                        | Traspunte                 | Gabriel Olivares  | España    |
| 2020/2021 | Feliz como una Nariz de Payaso  | Pesquisa                  | Carlos Alcalde    | España    |
| 2013      | La Sirenita                     | Anémona de Fuego (Úrsula) | Nathalia Martínez | Venezuela |
| 2011/2012 | Sacacorcho de Letras            | Elenco principal          | Carlos Alcalde    | España    |
| 2010/2012 | Moscas y Milagritos             | Matilde, protagonista     | Carlos Alcalde    | España    |
| 2000      | Érase una vez un Baúl Encantado | Cindy, elenco principal   | Nathalia Martínez | Venezuela |